# Рицар и половина
„Рицар и половина“ (на немски: 1½ Ritter – Auf der Suche nach der hinreißenden Herzelinde) е немска комедия от 2008 г. на режисьора Тил Швайгер. Във филма участват Тил Швайгер, Рик Каваниан, Юлия Дице, Томас Готтшалк и Удо Киер.